# 坎查克區
坎查克區（西班牙語：Distrito de Canchaque），是秘魯的一個區，位於該國西北部皮烏拉大區的宛卡班巴省，始建於1904年9月5日，面積306.41平方公里，海拔高度1,198米，2005年人口9,242，人口密度每平方公里30人。